# Lastenia Larriva y Negrón de Llona
Lastenia Larriva y Negrón de Llona també coneguda com a Lastenia Larriva de la Jara (Lima, 6 de maig de 1848 — Lima, 24 de setembre de 1924) va ser una poeta, escriptora i periodista peruana.
Va nàixer a Lima, on també va morir. Tanmateix, va viure diversos anys a Guayaquil, Equador, on va escriure la major part de la seva tasca literària. Juntament amb Carolina Freyre de Jaimes, va ser una de les primeres generacions d'escriptores peruanes que va superar les crítiques i els prejudicis de la societat del seu temps. Va combatre la primitiva creença que les dones havien de ser mestresses de casa tradicionals i no exercir cap mena de professió. A la seva mort, es va dir: "Era una torre de vigilància del feminisme a Amèrica. D'idees avançades, de trets nobles i delicats, d'una cultura exquisida, de bondats innates i d'un cor càlid". Lastenia Larriva va quedar vídua del seu segon marit, el poeta equatorià Numa Pompilio Llona (1832-1907), que va ser un dels poetes més populars i llegits de l'Equador en aquella època. El seu primer marit, Adolfo De La Jara Bermúdez, va morir en batalla durant la guerra de Miraflores, el 15 de gener de 1881.